# Élections législatives de 1893 dans l'Aisne
Les élections législatives françaises de 1893 se déroulent les 20 août et 3 septembre 1893. Dans le département de l'Aisne, huit députés sont à élire dans le cadre de huit circonscriptions.

## Élus
|   | Circonscription | Député sortant         |  | Parti       | Député élu ou réélu    |  | Parti       |
| - | --------------- | ---------------------- |  | ----------- | ---------------------- |  | ----------- |
| = | Château-Thierry | Félix-François Deville |  | Républicain | Félix-François Deville |  | Républicain |
| = | Laon-1          | Jules Pasquier         |  | Rallié      | Philippe Cuissart      |  | Républicain |
| = | Laon-2          | André Castelin         |  | Boulangiste | André Castelin         |  | Boulangiste |
| = | Saint-Quentin-1 | Léon Dumonteil         |  | Boulangiste | François Hugues        |  | Républicain |
| = | Saint-Quentin-2 | Jules Desjardins       |  | Rallié      | Jules Desjardins       |  | Rallié      |
| = | Soissons        | Alfred Macherez        |  | Républicain | Roger Firino           |  | Rallié      |
| = | Vervins-1       | Maurice Denécheau      |  | Radical     | Maurice Denécheau      |  | Radical     |
| = | Vervins-2       | Jean Caffarelli        |  | Monarchiste | Arthur Moret           |  | Républicain |

## Résultats

### Résultats à l'échelle du département
| Parti          | Parti                | Premier tour | Premier tour | Second tour | Second tour | Sièges |
| Parti          | Parti                | Voix         | %            | Voix        | %           | Sièges |
| -------------- | -------------------- | ------------ | ------------ | ----------- | ----------- | ------ |
|                | Républicains         | 45 677       | 41,29        | 13 559      | 47,08       | 4      |
|                |                      |              |              |             |             |        |
|                | Ralliés              | 32 443       | 29,33        | -           | -           | 2      |
|                | Monarchistes         | 7 173        | 6,48         | -           | -           | 0      |
|                | Droite conservatrice | 39 616       | 35,81        | -           | -           | 2      |
|                |                      |              |              |             |             |        |
|                | Boulangistes         | 11 085       | 10,02        | -           | -           | 1      |
|                |                      |              |              |             |             |        |
|                | Gauche radicale      | 5 996        | 5,42         | 7 889       | 27,39       | 1      |
|                |                      |              |              |             |             |        |
|                | Socialistes          | 6 472        | 5,85         | 7 351       | 25,53       | 0      |
|                |                      |              |              |             |             |        |
|                | Divers               | 1 780        | 1,61         | -           | -           | 0      |
|                |                      |              |              |             |             |        |
| Inscrits       | Inscrits             | 147 207      | 100,00       | 37 169      | 100,00      |        |
| Abstentions    | Abstentions          | 35 254       | 23,95        | 7 848       | 21,11       |        |
| Votants        | Votants              | 111 953      | 76,05        | 29 321      | 78,89       |        |
| Blancs et nuls | Blancs et nuls       | 1 327        | 1,19         | 522         | 1,78        |        |
| Exprimés       | Exprimés             | 110 626      | 98,81        | 28 799      | 98,22       |        |

### Résultats par circonscription

#### Circonscription de Château-Thierry
- Député sortant : Félix-François Deville (Républicain), réélu.

|                  | Félix-François Deville* | Républicain    | 7 943  | 59,57  |  |  |
|                  | M. Paillet              | Rallié         | 5 392  | 40,43  |  |  |
|                  |                         |                |        |        |  |  |
| Inscrits         | Inscrits                | Inscrits       | 16 849 | 100,00 |  |  |
| Abstentions      | Abstentions             | Abstentions    | 3 247  | 19,51  |  |  |
| Votants          | Votants                 | Votants        | 13 562 | 80,49  |  |  |
| Blancs et nuls   | Blancs et nuls          | Blancs et nuls | 227    | 1,67   |  |  |
| Exprimés         | Exprimés                | Exprimés       | 13 335 | 98,33  |  |  |
| * député sortant |                         |                |        |        |  |  |

#### Première circonscription de Laon
- Député sortant : Jules Pasquier (Rallié).
- Député élu : Philippe Cuissart (Républicain).

|                  | Philippe Cuissart | Républicain    | 8 338  | 51,02  |  |  |
|                  | Jules Pasquier*   | Rallié         | 8 004  | 48,98  |  |  |
|                  |                   |                |        |        |  |  |
| Inscrits         | Inscrits          | Inscrits       | 21 749 | 100,00 |  |  |
| Abstentions      | Abstentions       | Abstentions    | 5 407  | 24,86  |  |  |
| Votants          | Votants           | Votants        | 16 342 | 75,14  |  |  |
| Blancs et nuls   | Blancs et nuls    | Blancs et nuls | 0      | 0,00   |  |  |
| Exprimés         | Exprimés          | Exprimés       | 16 342 | 100,00 |  |  |
| * député sortant |                   |                |        |        |  |  |

#### Seconde circonscription de Laon
- Député sortant : André  Castelin (Boulangiste), réélu.

|                  | André Castelin* | Boulangiste    | 8 917  | 53,66  |  |  |
|                  | M. Henry        | Radical        | 7 702  | 46,34  |  |  |
|                  |                 |                |        |        |  |  |
| Inscrits         | Inscrits        | Inscrits       | 22 058 | 100,00 |  |  |
| Abstentions      | Abstentions     | Abstentions    | 5 083  | 23,04  |  |  |
| Votants          | Votants         | Votants        | 16 975 | 76,96  |  |  |
| Blancs et nuls   | Blancs et nuls  | Blancs et nuls | 356    | 2,10   |  |  |
| Exprimés         | Exprimés        | Exprimés       | 16 619 | 97,90  |  |  |
| * député sortant |                 |                |        |        |  |  |

#### Première circonscription de Saint-Quentin
- Député sortant : Léon Dumonteil (Boulangiste).
- Député élu : François Hugues (Républicain).

| Candidat         | Candidat        | Parti          | Premier tour | Premier tour | Second tour | Second tour |
| Candidat         | Candidat        | Parti          | Voix         | %            | Voix        | %           |
| ---------------- | --------------- | -------------- | ------------ | ------------ | ----------- | ----------- |
|                  | François Hugues | Républicain    | 5 750        | 41,79        | 6 816       | 51,00       |
|                  | Jules Braut     | Socialiste     | 3 150        | 22,89        | 6 550       | 49,00       |
|                  | Eugène Touron   | Républicain    | 2 692        | 19,56        | Retrait     | Retrait     |
|                  | Léon Dumonteil* | Boulangiste    | 2 168        | 15,76        | Retrait     | Retrait     |
|                  |                 |                |              |              |             |             |
| Inscrits         | Inscrits        | Inscrits       | 18 467       | 100,00       | 18 256      | 100,00      |
| Abstentions      | Abstentions     | Abstentions    | 4 512        | 24,43        | 4 506       | 24,68       |
| Votants          | Votants         | Votants        | 13 955       | 75,57        | 13 750      | 75,32       |
| Blancs et nuls   | Blancs et nuls  | Blancs et nuls | 195          | 1,40         | 384         | 2,79        |
| Exprimés         | Exprimés        | Exprimés       | 13 760       | 98,60        | 13 366      | 97,21       |
| * député sortant |                 |                |              |              |             |             |

#### Seconde circonscription de Saint-Quentin
- Député sortant : Jules Desjardins (Rallié), réélu.

|                  | Jules Desjardins* | Rallié         | 8 709  | 76,73  |  |  |
|                  | Modeste Dusanter  | Socialiste     | 861    | 7,59   |  |  |
|                  |                   | Divers         | 1 780  | 15,68  |  |  |
|                  |                   |                |        |        |  |  |
| Inscrits         | Inscrits          | Inscrits       | 17 236 | 100,00 |  |  |
| Abstentions      | Abstentions       | Abstentions    | 5 839  | 33,88  |  |  |
| Votants          | Votants           | Votants        | 11 397 | 66,12  |  |  |
| Blancs et nuls   | Blancs et nuls    | Blancs et nuls | 47     | 0,41   |  |  |
| Exprimés         | Exprimés          | Exprimés       | 11 350 | 99,59  |  |  |
| * député sortant |                   |                |        |        |  |  |

#### Circonscription de Soissons
- Député sortant : Alfred Macherez (Républicain).
- Député élu : Roger Firino (Rallié).

| Candidat         | Candidat         | Parti          | Premier tour | Premier tour | Second tour | Second tour |
| Candidat         | Candidat         | Parti          | Voix         | %            | Voix        | %           |
| ---------------- | ---------------- | -------------- | ------------ | ------------ | ----------- | ----------- |
|                  | Roger Firino     | Rallié         | 6 797        | 45,09        | 7 889       | 51,12       |
|                  | Alfred Macherez* | Républicain    | 5 815        | 38,58        | 6 743       | 43,69       |
|                  | Léon Ringuier    | Socialiste     | 2 461        | 16,33        | 801         | 5,19        |
|                  |                  |                |              |              |             |             |
| Inscrits         | Inscrits         | Inscrits       | 18 913       | 100,00       | 18 913      | 100,00      |
| Abstentions      | Abstentions      | Abstentions    | 3 578        | 18,92        | 3 342       | 17,67       |
| Votants          | Votants          | Votants        | 15 335       | 81,08        | 15 571      | 82,33       |
| Blancs et nuls   | Blancs et nuls   | Blancs et nuls | 262          | 1,71         | 138         | 0,89        |
| Exprimés         | Exprimés         | Exprimés       | 15 073       | 98,29        | 15 433      | 99,11       |
| * député sortant |                  |                |              |              |             |             |

#### Première circonscription de Vervins
- Député sortant : Maurice Denécheau (radical), réélu.

|                  | Maurice Denécheau*    | Radical        | 5 996  | 51,75  |  |  |
|                  | M. Piette             | Rallié         | 3 541  | 30,56  |  |  |
|                  | Paul Copin-Albancelli | Monarchiste    | 1 178  | 10,17  |  |  |
|                  | M. de Langautier      | Républicain    | 872    | 7,53   |  |  |
|                  |                       |                |        |        |  |  |
| Inscrits         | Inscrits              | Inscrits       | 16 234 | 100,00 |  |  |
| Abstentions      | Abstentions           | Abstentions    | 4 613  | 28,42  |  |  |
| Votants          | Votants               | Votants        | 11 621 | 71,58  |  |  |
| Blancs et nuls   | Blancs et nuls        | Blancs et nuls | 34     | 0,29   |  |  |
| Exprimés         | Exprimés              | Exprimés       | 11 587 | 99,71  |  |  |
| * député sortant |                       |                |        |        |  |  |

#### Seconde circonscription de Vervins
- Député sortant : Jean Caffarelli (Monarchiste).
- Député élu : Arthur Moret (Républicain).

|                  | Arthur Moret     | Républicain    | 6 565  | 52,27  |  |  |
|                  | Jean Caffarelli* | Monarchiste    | 5 995  | 47,73  |  |  |
|                  |                  |                |        |        |  |  |
| Inscrits         | Inscrits         | Inscrits       | 15 701 | 100,00 |  |  |
| Abstentions      | Abstentions      | Abstentions    | 2 935  | 18,69  |  |  |
| Votants          | Votants          | Votants        | 12 766 | 81,31  |  |  |
| Blancs et nuls   | Blancs et nuls   | Blancs et nuls | 206    | 1,61   |  |  |
| Exprimés         | Exprimés         | Exprimés       | 12 560 | 98,39  |  |  |
| * député sortant |                  |                |        |        |  |  |

## Rappel des résultats départementaux des élections de 1889

### Élus en 1889
| Circ.            | Élu(e) | Élu(e)       | Élu(e)                 | Élu(e)               | Élu(e)               | Battu(e) (seconde place) | Battu(e) (seconde place) | Battu(e) (seconde place)        | Battu(e) (seconde place) | Battu(e) (seconde place) |
| Circ.            | Parti  | Parti        | Nom                    | % suffrages exprimés | % suffrages exprimés | Parti                    | Parti                    | Nom                             | % suffrages exprimés     | % suffrages exprimés     |
| Circ.            | Parti  | Parti        | Nom                    | 1er tour             | 2e tour              | Parti                    | Parti                    | Nom                             | 1er tour                 | 2e tour                  |
| ---------------- | ------ | ------------ | ---------------------- | -------------------- | -------------------- | ------------------------ | ------------------------ | ------------------------------- | ------------------------ | ------------------------ |
| Château-Thierry  |        | Républicain  | Félix-François Deville | 46,38 %              | 56,93 %              |                          | Monarchiste              | M. Maudat de Grancey            | 40,87 %                  | 43,07 %                  |
| Laon-1           |        | Monarchiste  | Jules Pasquier         | 54,81 %              | -                    |                          | Républicain              | Gaston Ganault*                 | 45,19 %                  | -                        |
| Laon-2           |        | Boulangiste  | André Castelin         | 59,63 %              | -                    |                          | Radical                  | Paul Doumer*                    | 40,37 %                  | -                        |
| Saint-Quentin-1  |        | Boulangiste  | Léon Dumonteil         | 52,62 %              | -                    |                          | Républicain              | François Hugues                 | 29,46 %                  | -                        |
| Saint-Quentin-2  |        | Conservateur | Jules Desjardins       | 55,69 %              | -                    |                          | Républicain              | Charles-Désiré Mariolle-Pinguet | 39,03 %                  | -                        |
| Soissons         |        | Républicain  | Alfred Macherez        | 38,27 %              | 41,21 %              |                          | Conservateur             | Albert Forzy                    | 37,46 %                  | 39,08 %                  |
| Vervins-1        |        | Conservateur | Maurice Denécheau      | 55,61 %              | -                    |                          | Républicain              | M. Piette                       | 38,26 %                  | -                        |
| Vervins-2        |        | Monarchiste  | Jean Caffarelli        | 59,41 %              | -                    |                          | Républicain              | Gabriel Hanotaux*               | 40,59 %                  | -                        |
| * député sortant |        |              |                        |                      |                      |                          |                          |                                 |                          |                          |